# Your Seed/冒険ライダー
「Your Seed/冒険ライダー」（ユア・シード/ぼうけんライダー）は、日本の男性アイドルグループ、Hey! Say! JUMPの3rdシングルである。2008年7月23日にジェイ・ストームから発売。

## 概要
- 前作「Dreams come true」から約2ヶ月振りのリリース。

- 初の両A面シングル。

- 初回限定盤、通常盤の2形態での発売。

- 表題曲「Your Seed」は、TOKIOの山口達也が吹き替えを務めた 映画『カンフー・パンダ』の日本語吹き替え版主題歌である。

- 表題曲「冒険ライダー」は、フジテレビ『お台場冒険王ファイナル〜君が来なくちゃ終われない!〜』のテーマソングである。

- 初回限定盤のDVDには、「Your Seed」のビデオ・クリップ+メイキングを収録。

- 通常盤には、オリジナル・カラオケ2曲を収録。

- 「冒険ライダー」は2010年発売の1stアルバム『JUMP NO.1』に収録されておらず、ベストアルバム『Hey! Say! JUMP 2007-2017 I/O』に収録されている。

## チャート成績
2008年8月4日付オリコン週間シングルランキングで初登場首位を獲得した。初登場1位獲得はデビューシングル『Ultra Music Power』から3作連続3作目となる。初週売上は16.1万枚。

## 収録曲

### CD
※（オリジナル・カラオケ）は通常盤のみ収録。
1. Your Seed
作詞：ma-saya、作曲：h-wonder、編曲：ha-j
  - 映画『カンフー・パンダ』日本語吹き替え版主題歌
2. 冒険ライダー
作詞：中原明彦、作曲：TSUKASA、編曲：船山基紀
  - フジテレビイベント『お台場冒険王ファイナル〜君が来なくちゃ終われない!〜』イメージソング
3. Your Seed（オリジナル・カラオケ）
4. 冒険ライダー（オリジナル・カラオケ）

### DVD
※初回限定盤のみ
1. Your Seed（ビデオ・クリップ+メイキング）